# Type d'ordre
En mathématiques, en particulier dans la théorie des ensembles, deux ensembles ordonnés X et Y sont dits avoir le même type d'ordre s'ils sont isomorphes pour l'ordre, c'est-à-dire, s'il existe une bijection f: X → Y telle que f et son inverse soient strictement croissantes (c'est-à-dire préservent l'ordre). Dans le cas particulier où X est totalement ordonnée, la monotonie de f implique la monotonie de son inverse.
Par exemple, l'ensemble des entiers et l'ensemble des nombres entiers pairs ont le même type d'ordre, parce que la correspondance {\displaystyle n\mapsto 2n} et sa réciproque {\displaystyle n\mapsto {\frac {n}{2}}} préservent toutes deux l'ordre. Mais l'ensemble des entiers et l'ensemble des nombres rationnels (muni de l'ordre usuel) ne sont pas isomorphes pour l'ordre, parce que, même si les ensembles ont le même cardinal (ils sont tous les deux infinis dénombrables), il n'existe pas de bijection préservant l'ordre. À ces deux types d'ordre on peut en ajouter d'autres, comme celui de l'ensemble des nombres entiers positifs (qui a un plus petit élément), et celui des nombres entiers négatifs (qui a un plus grand élément). Les demi-intervalles fermés [0,1) et (0,1] et l'intervalle fermé [0,1] sont trois autres exemples de types d'ordre, différents des premiers cités. Au contraire, l'intervalle ouvert ]0,1[ des rationnels a le même type d'ordre que les rationnels (puisque, par exemple, {\displaystyle \textstyle y={\frac {2x-1}{1-\vert {2x-1}\vert }}} fournit une bijection strictement croissante). 
Comme la relation 'avoir le même type d'ordre' est une relation d'équivalence, elle partitionne la classe de tous les ensembles ordonnés dans des classes d'équivalence.

## Type d'ordre des ensembles bien ordonnés
Chaque ensemble bien ordonné est équivalent pour l'ordre à exactement un nombre ordinal (voir la définition de John von Neumann des ordinaux). Les nombres ordinaux sont des représentants canoniques de leurs classes d'équivalence, et donc le type d'ordre d'un ensemble ordonné est généralement identifié par l'ordinal correspondant. Par exemple, le type d'ordre des nombres naturels est ω.
Le type d'ordre d'un ensemble bien ordonné V est parfois noté ord(V).
Par exemple, considérons l'ensemble des  ordinaux pairs inférieurs à ω⋅2 + 7, c'est-à-dire :
V = {0, 2, 4, 6, ...; ω, ω + 2, ω + 4, ...; ω⋅2, ω⋅2 + 2, ω⋅2 + 4, ω⋅2 + 6}.
Son type d'ordre est:
ord(V) = ω⋅2 + 4 = {0, 1, 2, 3, ...; ω, ω + 1, ω + 2, ...; ω⋅2, ω⋅2 + 1, ω⋅2 + 2, ω⋅2 + 3}.
Parce qu'il y a 2 listes distinctes de comptage et 4 éléments en plus à la fin ; ou, plus précisément, parce que la correspondance :
{\displaystyle {\begin{aligned}\mathrm {ord} (V)\quad &\longrightarrow &&V\\\omega \cdot k+n\quad &\longmapsto &&\omega \cdot k+2n\end{aligned}}}
est un isomorphisme.

## Nombres rationnels
Tout ensemble dénombrable totalement ordonné peut être plongé dans les nombres rationnels via une fonction injective préservant l'ordre (théorème de Cantor). Si de plus l'ordre de cet ensemble est dense et sans plus grand ni plus petit élément, il est isomorphe aux rationnels.

## Notation
Le type d'ordre des nombres rationnels est habituellement notée {\displaystyle \eta }. Si un ensemble S a le type d'ordre {\displaystyle \sigma } le type d'ordre du dual de S (l'ordre inverse) est notée {\displaystyle \sigma ^{*}}.